# Codonopsis rotundifolia
Codonopsis rotundifolia är en klockväxtart som beskrevs av George Bentham. Codonopsis rotundifolia ingår i släktet Codonopsis, och familjen klockväxter. Inga underarter finns listade i Catalogue of Life.